# Plaine Tikar
La plaine Tikar constitue une zone plane dont l’altitude est de 700 à 750 m au centre du Cameroun.

## Geographie
La plaine Tikar, parfois appelée Tikarie est une vaste dépression adressée au Massif du Mbam et adossée au Nord aux conforts du plateau de l’Adamaoua. 
D’une altitude variant entre 700 et 750m, elle est principalement parcourue par le fleuve Mbam et ses grands affluents, la Kim, le Noun et la Mape. 
À cheval entre savane brisée au nord, la forêt tropicale au Sud et à l’Est, les grasfields à l’Ouest, elle englobe les arrondissements de Ngambe-Tikar (Mbam et Kim-Centre), Bankim (Mayo – Adamaoua), Magba et Malantoeun (Noun – Ouest) et Nwa (Nord Ouest).
Dans la province du Centre du Cameroun, la plaine Tikar est un territoire enclavé situé à la lisière de la forêt et de la savane.

## Économie
La plaine Tikar s’active économiquement autour de l’agriculture de rente (café cacao, palme à huile…) l’élevage (bovin, ovins, volailles) la pêche et le commerce.L’exploitation forestière et l’industrie de transformation du bois sont très présentes sur rive gauche du MBAM.

## Tourisme
La statuaire et notamment la fonte et la sculpture sur bois et métaux suivant la technique à cire fondue demeurent des voies royales du rayonnement de la culture dans la plaine Tikar.
Le tourisme culturel est inexploré. 
La zone est un lieu où différents types humains cohabitent (bantou, semi-bantou, soudano-sahélien, pygmées) offrant autant d’axes de croisement de croisement culturels, rituels.
Les vestiges immobiliers et les festivités culturelles et traditionnelles annuellement organisées sont des potentiels circuits touristiques.